# Bandra Lamahalé
Ne doit pas être confondu avec Bandra.
Bandar Lamahalé est une ville de l'union des Comores, situé sur l'île de Anjouan. En 2010, sa population est estimée à 2 771 habitants.